# Kojima Haruna
Kojima Haruna (小 嶋 陽 菜), sinh ngày 19 tháng 4 năm 1988 tại Urawa-ku, Saitama, Saitama Prefecture, Nhật Bản là một ca sĩ, nữ diễn viên, người mẫu, và là cựu thành viên của Team A thuộc nhóm nhạc thần tượng AKB48. Ngày 18/6/2016, tại 45th Single Senbatsu Sousenkyo của nhóm, cô đã tuyên bố tốt nghiệp. Ngày 22/2/2017 là buổi diễn tốt nghiệp của cô với tên gọi Kojimatsuri. Ngày 19/4/2017 là stage cuối cùng của cô tại nhà hát AKB48.
Cô bỏ học ở tuổi 16 do quy định nhà trường không cho phép học sinh làm việc trong ngành công nghiệp giải trí, nhưng sẽ được quản lý để tái ghi danh vào một trường học và đại học sau này.

## Sự nghiệp
Kojima bắt đầu sự nghiệp của mình như là một thành viên của Angel Eyes, một nhóm nhạc thần tượng dưới Stardust Promotion tan rã vào năm 2001. Ban đầu, cô đã ký hợp đồng với Stardust Promotion khi cô vẫn còn với Angel Eyes, nhưng sau đó chuyển sang Ogi sản xuất và ở lại với các cơ quan.
Kojima tham gia thử giọng AKB48 đầu tiên vào năm 2005, trong đó, cô cùng với 23 người tham gia khác, bởi vì các ứng dụng đã được chỉ cần lấy một hình ảnh tự do một điện thoại và e-mail di động của nó, và giả định rằng cô có thể "lên 10 lần đẹp hơn một, và chỉ cần gửi ". Mặc dù cô ấy tự nguyện áp dụng cho các buổi thử giọng đã trôi qua, nhưng cô vẫn còn nhìn vào dự án sau đó-AKB48 trong một cách đáng ngờ, và cố gắng để bỏ qua những bài học khiêu vũ đầu tiên và sau đó cô làm công việc bán thời gian, nhưng cuối cùng cô tham gia để đáp ứng với sự thuyết phục của Tomonobu Togasaki, quản lý của AKB48 Theater.
Nhóm xuất hiện lần đầu vào tháng 12 cùng năm, và Kojima đã được chỉ định là một trong 20 thành viên của Team A; số lượng sau đó giảm xuống 16 nhưng Kojima vẫn là một thành viên của nhóm.
Trong vài năm qua, cô đã nhiều lần xuất hiện trên truyền hình với nhóm, và là thành viên duy nhất tham gia vào tất cả các ca khúc A-sides của nhóm (trừ Eien Pressure và Halloween Night) kể từ đầu của AKB48, cô đã được xem là một trong những nhân vật dễ thấy nhất trong nhóm.
Kojima xuất hiện lần đầu trên Kohaku Uta Gassen, một chương trình âm nhạc hàng năm, nơi những nghệ sĩ thành công nhất của năm được mời, cùng với AKB48 vào ngày 31 tháng 12 năm 2007.
Kể từ năm 2007, Kojima đã có một sự nghiệp diễn xuất tốt, và đã được thực hiện nhiều lần xuất hiện trong một số phim truyền hình và phim ảnh. Vai chính đầu tiên của cô là bộ phim Coin Locker Monogatari (コ イ ン ロ ッ カ ー 物語), được quay và phát sóng vào đầu năm 2008. Ngoài ra, Kojima xuất hiện lần đầu trên màn bạc trong bộ phim kinh dị Densen Uta (伝 染歌?), cùng với một số thành viên khác của AKB48. Nhóm này cũng đã xuất hiện ngắn ngủi tại đầu của bộ phim trong một buổi biểu diễn trực tiếp.
Cô đã được chuyển từ Team A để trở thành một thành viên của Team B trong quá trình xáo trộn của đội tại Concert Tokyo Dome tổ chức vào ngày 24 tháng 8 năm 2012.
Ngày 18 tháng 9 năm 2013, AKB48 đã công bố Kojima là trung tâm trong ca khúc "Heart Electric" của nhóm.
Cô được biết là có mối quan hệ tốt với Yuko Oshima họ được gọi là couple KojiYuu của người hâm mộ.